# Cecilia Fernández Bugna
Cecilia Fernández Bugna (Buenos Aires, 16 de agosto de 1979) es una licenciada en Economía de la Universidad Nacional de Buenos Aires que se desempeñó como directora del Banco de la Nación Argentina entre 2012 y 2023. Es la directora de Red Link.

## Biografía
En 2012, fue nombrada por primera vez como directora del Banco Nación por la entonces presidenta Cristina Fernández de Kirchner, para desempeñar el cargo hasta diciembre de 2015. Posteriormente, en diciembre de 2019, fue convocada nuevamente para ocupar el cargo de directora bajo la presidencia de Eduardo Hecker.
Licenciada en Economía egresada de la Universidad Nacional de Quilmes, con una Maestría en Economía y Desarrollo Industrial con especialización en PYMES obtenida en la Universidad Nacional de General Sarmiento, y estudios de Posgrado en la Comisión Económica para América Latina (CEPAL), actualmente se desempeña como Presidenta y miembro del consejo académico del Centro de Economía y Finanzas para el Desarrollo de la Argentina (CEFID AR), entre otros cargos destacados en su trayectoria profesional.

## Inclusión financiera con enfoque de género
Durante su gestión en el Banco de la Nación Argentina, Fernández Bugna lideró la creación de una gerencia de Género, Diversidad y Derechos Humanos, la cual se destaca como única entre los bancos de Argentina. Desde esta posición, impulsa diversas políticas dirigidas a diferentes segmentos de la población, adoptando un enfoque de género e interseccional que reconoce la diversidad entre los clientes actuales o potenciales del banco.
En sus palabras, Fernández Bugna señala la importancia de revisar y repensar los requisitos de acceso, los procedimientos y otros aspectos del sistema financiero que pueden constituir, incluso de manera no intencionada, factores de exclusión. Por ejemplo, aboga por el uso de un lenguaje claro y comprensible en lugar de términos financieros excesivamente técnicos. Considera que la inclusión financiera es un imperativo ético y de derechos humanos, ya que representa una vía para reducir las brechas sociales, territoriales y de género, así como para disminuir la pobreza y fomentar un crecimiento económico inclusivo y sostenible, sin discriminación.